# Apomecyna borneotica
Apomecyna borneotica là một loài bọ cánh cứng trong họ Cerambycidae.